# يولاندا بيسيرا
يولاندا بيسيرا Yolanda Becerra (ولدت عام 1959): هي ناشطة كولومبية في مجال السلام وحقوق المرأة. وهي مؤسسة المنظمة الوطنية النسائية الشعبية في عام 1972، التي أصبحت في عام 1988 منظمة مستقلة مقرها في بارانكيا لدعم مناهضة النساء السلمية للعنف والدفاع عن الحوار السلمي. تبذل بيسيرا حاليًا جهودًا لإنشاء منظمات نسائية مماثلة.
عانت بيسيرا خلال أكثر من أربعة عقود قضتها في بارنكيا من الاضطهاد من قبل الميليشيات والجماعات شبه العسكرية، وقد هُددت بالقتل في عدة مناسبات. ندد مكتب المدعي العام نفسه بخطة قوات الدفاع الذاتي المتحدة لكولومبيا لاغتيالها، وأعلنت المنظمة النسائية الشعبية وغيرها من المنظمات الاجتماعية -التي عارضت العنف- ضرورة اتخاذ تدابير حماية فعالة لمواجهة هذه الميلشيات.

## سيرتها
تنتمي يولاندا بيسيرا إلى عائلة من الطبقة العاملة من الجزء الشمالي الشرقي من مدينة بارانكيا. توفي والدها غوستافو بيسيرا عندما كان عمرها 17 سنة. بدأت بتطوير أفكارها الاجتماعية في مدرسة كاميلو توريس، وأصبحت عضوًا في الحركة الطلابية ومبادرات محو الأمية في أبرشية سنيور دي لوس ميلاغروس.
بدأت بيسيرا العمل في وزارة الرعاية الاجتماعية في سن العشرين بعد أن أنهت دراستها الثانوية، وبعد عامين بدأت العمل في وزارة الرعاية الاجتماعية التابعة للأبرشية، وهناك تبلورت لديها فكرة تأسيس المنظمة الوطنية النسائية الشعبية. قالت لاحقًا في إحدى المقابلات: إنها لم تفهم سبب اضطرار النساء إلى التنظيم بشكل منفصل عندما توجد حركات اجتماعية قوية بالفعل، لقد بدا الأمر وكأنه مضيعة للوقت لكنها تفهمت في النهاية الدافع لتأسيس منظمة نسائية.

## المنظمة النسائية الشعبية
التزمت يولاندا بيكيرا وشريكتها روزالبا ميرينو باستقلالية المنظمة النسائية الشعبية اعتبارًا من عام 1988.
دخلت القوات شبه العسكرية مدينة بارنكيا وفرضت قوانينها على السكان المدنيين، وعندها تبنى مكتب السياسة الخارجية موقف المقاومة في الدفاع عن الحقوق المدنية والسياسية وطلب الدعم الوطني والدولي. قُتل العديد من أعضاء المنظمة النسائية الشعبية مثل إسبيرانزا أماريس في أكتوبر 2003، وديافانول سييرا فارغاس في عام 2002، وتعرضت ياميلي أغوديلو للتعذيب والقتل في مارس 2006، وتعرضت يولاندا بيسيرا نفسها للهجوم والتهديد والتعذيب في منزلها في عام 2007.
رُشحت يولاندا بيسيرا لجائزة نوبل للسلام في عام 2005 من بين ألف امرأة أخرى من 155 دولة، وفي عام 2007 بعد فترة وجيزة من إعلان الحكومة السويدية منح جائزة بيير أنغر لبيسيرا، تعرضت لهجوم في منزلها. ما زالت يولاندا بيسيرا حتى اليوم تناضل للدفاع عن السلام وحقوق النساء.

## الجوائز والتكريمات
- رُشحت لجائزة نوبل للسلام في عام 2005.
- مُنحت جائزة بيير أنغر في عام 2007 التي أنشأتها الحكومة السويدية لتكريم الناشطين الذين يكرسون جهودهم لتعزيز الأنشطة الإنسانية والديمقراطية.[9]
- حصلت على جائزة جينيتا ساغان في عام 2009 التي تمنحها منظمة العفو الدولية تقديرًا للأشخاص الذين يناضلون في مجال الدفاع عن حقوق النساء والأطفال.[10]